# Cristo na Cruz (Murillo)
Cristo na Cruz pode referir-se a uma das quatro pinturas a óleo sobre tela do artista barroco espanhol Bartolomé Esteban Murillo:
- c.1660-1670, Timken Museum of Art
- c.1675, Metropolitan Museum of Art
- c.1675, Museu do Prado
- c.1677, Museu do Prado